# Гальчима
Гальчима — упразднённое село в Зейском районе Амурской области России. Исключено из учётных данных в 1977 году, в связи с попаданием в зону затопления Зейского водохранилища.

## География
Село располагалось на левом берегу реки Гальчима, на расстоянии примерно 9 километров (по прямой) к юго-востоку от поселка Береговой. В настоящее время урочище находится в бухте Зейского водохранилища севернее устья реки Гальчима.

## История
По некоторым сведениям населённый пункт возник в начале 1930-х годов как посёлок спецпереселенцев из числа кулаков, занимавшихся разработкой золотого прииска.
В связи с попаданием села в зону затопления Зейского водохранилища, все его население было переселено во вновь построенный посёлок Береговой.
Решением Амурского облисполкома № 116 «Об изменениях в административно-территориальном делении области» от 14 апреля 1977 г. село Гальчима исключено из учётных данных